# Morfologi (lingvistik)
Morfologi eller formlära är den del av lingvistiken som studerar ordens struktur, deras former och bildning.
Ordet är den minsta relevanta enheten för syntaxen, men även dessa enheter har en inre struktur, och i de flesta språk (om inte alla) kan man tydligt urskilja delar av ord, som regelmässigt kan förknippas med delar av andra ord. Sådana orddelar kallas för morfem.
Sambandet mellan till exempel potatis, potatisar och potatisskalare är för en modersmålstalare av svenska helt uppenbart. Lika uppenbart är det att förhållandet mellan dessa ord går att uttrycka som regler, vilka kan tillämpas på många, många andra ordpar. På samma sätt som potatis förhåller sig till potatisar, förhåller sig lök till lökar, potatis har samma funktion i potatisskalare som lök i lökskärare. I det första exemplet rör regeln pluralbildning och i det andra exemplet en regel för hur sammansatta ord kan bildas.
Termen morfologi introducerades av August Schleicher 1859: Für die Lehre von der Wortform wähle ich das Wort "Morphologie" ("Vad gäller läran om ordformerna, väljer jag ordet 'morfologi'", Mémoires Acad. Impériale 7/1/7, 35).

## Lexem och ordformer
I vardagligt språk är ordet ord tvetydigt. Om vi återvänder till exemplet med potatis och potatisar, så är dessa i en betydelse samma ord (båda är de substantiv som avser samma typ av rotfrukt, enbart antalet skiljer sig åt), men i en annan betydelse är de två olika ord (de kan inte i alla typer av satser bytas ut mot varandra).
Skillnaden mellan dessa två betydelser av ord är förmodligen den mest fundamentala och viktiga inom morfologin. Den första betydelsen, där potatis och potatisar anses vara samma ord, kallas för lexem, den andra för ordform. På så sätt kan vi säga att potatis och potatisar är olika former av samma lexem. De två orden potatis och potatisskal avser däremot inte samma typ av föremål, och de utgör två olika lexem.
Den form som vanligen används för att representera ett lexem, kallas för dess grundform eller lemma.

## Böjning och ordbildning
Om man tar begreppet lexem i beaktande, kan man urskilja två typer av morfologiska regler. Några regler rör hur olika ordformer står i relation till varandra, medan andra regler rör hur olika lexem står i relation till varandra. Den första typen av regler kallas för böjningsregler och den andra typen för ordbildningsregler. Ett förenklat sätt att uttrycka detta är att ordbildningsregler skapar nya ord (det vill säga lexem), medan böjningsregler skapar nya ordformer av samma ord (lexem).
Ordbildningsregler kan man dela upp i två typer: avledning och sammansättning. Sammansättning är när man utgår från två eller flera fullständiga lexem och fogar samman dessa till ett nytt lexem. Potatisskal är till exempel ett sammansatt ord, då både potatis och skal är fullständiga lexem. Avledning å andra sidan är en typ av ordbildning där alla komponenterna inte är självständiga lexem, utan några av dem är till exempel prefix eller suffix. På så sätt är till exempel ordet oberoende bildat av prefixet o-, vilket fogats till lexemet beroende. Beroende i sin tur är bildat av lexemet bero, till vilket fogats suffixet -ende. Dessa affix är alltså inte lexem, men de är ändå betydelsebärande orddelar – morfem.
Gränsdragningen mellan böjning och ordbildning är långt ifrån alltid lika enkel att göra som i exemplen ovan. Det finns ett flertal fall där oenighet råder om huruvida en given regel bör betraktas som en böjningsregel eller en ordbildningsregel.

## Paradigm och morfosyntax
Begreppet paradigm (böjningsmönster) är nära förknippat med begreppet böjning. Ett lexems paradigm är alla de ordformer som det kan förekomma i, grupperat efter grammatisk kategori. Välkända exempel på paradigm är verbkonjugationer och substantivens deklination. 
De olika ordformerna kan ofta ställas upp i tabellform, med gemensamma särdrag såsom tempus, aspekt, modus, numerus, genus eller kasus som kategorier. En tabell över de personliga pronomina i svenskan skulle till exempel använda sig av kategorierna person, numerus, genus och kasus.
Vilka kategorier som används för att gruppera ord i paradigm beror på vad som är syntaktiskt relevant för språket i fråga. I ett språk där till exempel verbet måste böjas beroende på subjektets numerus, är naturligtvis numerus en relevant kategori.
Den allra största skillnaden mellan böjning och ordbildning är att de olika böjningsformerna är organiserade i paradigm, vilka bestäms av syntaktiska krav. Den del av morfologin som behandlar samspelet mellan syntax och morfologi kallas för morfosyntax, och inom morfosyntaxen sysslar man inte med ordbildning.

## Allomorfer och morfofonologi
I beskrivningen ovan förbigicks det faktum att inte alla substantiv bildar plural genom att foga -ar till lexemets grundform. I själva verket finns det ett flertal ändelser som används för att bilda plural: flicka använder -or, träd använder nollplural med mera.
Det är en av de största källorna till förvirring inom morfologin att det ytterst sällan råder ett ett-till-ett-förhållande mellan funktion och form. I detta fall kan -ar, -or, -er och nollplural betraktas som varianter av ett pluralmorfem. Sådana varianter kallas för allomorfer.
Man kan skilja på flera typer av allomorfer. I vissa fall råder fri variation mellan vilken variant man använder, men vanligen är vilken allomorf som skall användas betingad av fonologiska regler. Det förekommer också att en funktion, såsom plural, fylls av en form som inte på något sätt är fonologiskt relaterad till andra former, så kallad suppletion.
Det vanligaste är dock den fonologiskt betingade variationen mellan allomorfer. Olika fonologiska regler bestämmer vilka typer av språkljud som kan förekomma tillsammans, och morfologiska regler skulle kunna leda till att dessa fonologiska regler bryts. Språket löser då detta genom att använda sig av en fonologiskt acceptabel allomorf. Studiet av hur allomorfer uppstår genom ett samspel mellan fonologi och morfologi kallas för morfofonologi. Många morfofonologiska regler faller under det som kallas för sandhi.

## Lexikologi
Lexikologi eller lexikal morfologi är den del av morfologin som sysslar med ordförrådet, vilket från morfologins synvinkel är de lexem som ett språk använder sig av. Denna del av morfologin sysslar mest med ordbildning, vare sig det rör sammansättning, avledning eller lånord.

## Morfologisk typologi
Under 1800-talet delade filologer in världens språk baserat på deras morfologi. Denna indelning klassificerade vissa språk som isolerande, vissa som agglutinerande och vissa som syntetiska. Utmärkande för de isolerande språken var att de ansågs ha mycket lite morfologi (åtminstone böjningsmorfologi). De agglutinerande språken hade morfem som var lätta att urskilja och separera från varandra. De syntetiska språken var rika på böjningsmönster, där en enskild form kunde omfatta flera separata funktioner. Det klassiska exemplet på ett isolerande språk är kinesiska, på agglutinerande språk turkiska och på syntetiskt språk latin eller grekiska. Men när man tar den stora variation som återfinns bland världens språk blir det uppenbart att det inte går att enkelt dela in dem i dessa tre kategorier.

### Allmänna källor
- Bauer, Laurie. (2003). Introducing linguistic morphology (2nd ed.). Washington, D.C.: Georgetown University Press. ISBN 0-87840-343-4.
- Bubenik, Vit. (1999). An introduction to the study of morphology. LINCON coursebooks in linguistics, 07. Muenchen: LINCOM Europa. ISBN 3-89586-570-2.
- Haspelmath, Martin. (2002). Understanding morphology. London: Arnold (co-published by Oxford University Press). ISBN 0-340-76025-7 (hb); ISBN 0-340-76026-5 (pbk).
- Katamba, Francis. (1993). Morphology. Modern linguistics series. New York: St. Martin's Press. ISBN 0-312-10101-5 (hb); ISBN 0-312-10356-5 (pbk).
- Matthews, Peter. (1991). Morphology (2nd ed.). Cambridge: Cambridge University Press. ISBN 0-521-41043-6 (hb); ISBN 0-521-42256-6 (pbk).
- Spencer, Andrew, & Zwicky, Arnold M. (Eds.) (1998). The handbook of morphology. Blackwell handbooks in linguistics. Oxford: Blackwell. ISBN 0-631-18544-5.